# Pterogrammoides baloghi
Pterogrammoides baloghi är en tvåvingeart som beskrevs av Papp 1972. Pterogrammoides baloghi ingår i släktet Pterogrammoides och familjen hoppflugor. Inga underarter finns listade i Catalogue of Life.